# Rogovac
Rogovac is een plaats in de gemeente Špišić Bukovica in de Kroatische provincie Virovitica-Podravina. De plaats telt 274 inwoners (2001).